# Kumara's
Kumara's (jongelingen, of moeizaam stervenden van 'ku', met moeite en 'mara', sterveling) zijn wijzen (Rishi's) in het hindoeïsme en de eerste 'verstandgeboren' zonen van Brahma. Ze treden meestal met z'n vieren op en dragen de namen: Sanaka (oud), Sanatana (eeuwig), Sanandana (vreugdevol) en Sanatkumara (eeuwige jongeling). Ze zijn de leraren van Prithu, de eerste koning (adiraja) en van de asura (demon) Vritrasura en diens goeroe (leraar) Shukracharya. De kumara's worden als kinderen voorgesteld. Ze verblijven in Jana(r) Loka (intellectuele wereld) of in Vaikuntha, de verblijfplaats van Vishnoe. Soms worden Ribhu, Sana en Sanatsujata ook als kumara's genoemd.

## Brahma's zonen
Brahma schiep de kumara's als eerste om hem bij het scheppingswerk te helpen, maar als manifestaties van de guna Sattva (zuiverheid) weigerden ze deel te nemen aan de schepping en nakomelingen te verwekken, om zich geheel en al aan God te wijden en een celibatair leven (brahmacharya) te leiden. Volgens de Bhagavata Purana werd Brahma boos en ontstond Rudra uit die woede. Volgens een versie verscheen Vishnoe als de vier kumara's en volgens de Devi Bhagavata- en Bhavishya Purana bestonden de kumara's al vóór de Brahma van het huidige tijdperk. Op vier- of vijfjarige leeftijd leerden de kumara's de Veda's. Ze werden grote jnani's (geleerden), yogi's en Siddha's (volmaakt verlichten). De kumara's behielden hun gestalte als kind vanwege hun deugden. Volgens een andere versie door een vloek van de Prajapati Daksha. Ze worden vaak als vijfjarige of vijftien- of zestienjarige voorgesteld. Hun enige wens is te onderwijzen. Ze prijzen Vishnoe en die lof dient hen als voedsel.

## Leraren
Narada, een andere zoon van Brahma, is hun leerling, die in de Padma Purana hun deugden opsomt. Hij noemt hen de grote voorouders van de wereld.
In de Mahabharata wordt over hun leringen verteld. In het boek Shanti Parva van de Mahabharata (dat uit achttien boeken bestaat) wordt de lering beschreven, die de vier kumara's aan de demonenkoning Vritra(sura) en zijn goeroe, de wijze Shukra(charya) geven.
In de Bhagavata Purana komt het bezoek voor, dat de vier kumara's brengen aan het hof van Prithu, volgens de hindoe mythologie de eerste koning en een avatara van Vishnoe.
In de Naradiya Purana geven de vier kumara's de wijsheid van de Purana's, die ze van Brahma ontvingen (die ze van Vishnoe kreeg) door aan Narada. Narada geeft ze op zijn beurt door aan Vyasa, die ze opschreef.

## Bezoek aan Vaikuntha
De vier kumara's bezochten Vaikuntha, de stad van Vishnoe, de plaats van zegening en zuiverheid, die omgeven is door zeven muren met in elke muur een toegangspoort. Bij de zevende poort werden ze door de bewakers (dvarapalas) Jaya en Vijaya tegengehouden. De kumara's werden boos en spraken de vloek over hen uit, dat ze als schurken (demonen) tot driemaal toe op aarde geboren zouden worden. De bewakers verontschuldigden zich en lieten de kumara's tot Vishnoe toe, maar werden evengoed geboren als zonen van Kasyapa en Diti, genaamd Hiranyakashipu en Hiranyaksha. 

## Debat over Atharvaveda
Toen Shiva de gedaante van de grote leraar Dakshinamurti had aangenomen, werden de vier kumara's zijn leerlingen. Ze hielden op een gegeven moment een debat over de Atharva Veda, omdat volgens de vier kumara's de Rig Veda, Yajur-Veda en Sama-Veda de volmaakte kennis beschreven, waar een vierde Veda niets aan kon toevoegen. De godin Sarasvati trad als rechter op in het kennisdebat. Shiva won en Prajapati Daksha, de bittere rivaal van Shiva, sprak een vloek over de kumara's uit, zodat ze eeuwig kinderen zouden zijn.
In de Ramcharitmanas waar de kumara's Rama (avatara van Vishnoe) ontmoeten, prijzen ze elkaar. 